# Liste bekannter Jesiden
Dies ist eine Liste bekannter Jesiden.

## Politiker
- Ali Atalan
- Amin Farhan Jejo
- Aziz Tamoyan
- Cindi Tuncel
- Dawid Isa
- Heydar Şeşo
- Feleknas Uca
- Isa Agha
- Lamiya Aji Bashar
- Nadia Murad
- Qasim Şeşo

## Religiöse und historische Personen
- ʿAdī ibn Musāfir
- Baba Scheich
- Hazim Tahsin Saied Beg, weltliches Oberhaupt der Jesiden
- Hussein Beg Dasini
- Isa Agha
- Mir Tahsin Saied Beg, ehemaliges weltliches Oberhaupt der Jesiden
- Scheich Scharaf ad-Din
- Scheich Adi II.
- Scheich Barakat
- Scheich Hasan
- Scheich Sahr
- Sheikh Ali Ilyas, derzeitiger Baba Scheich der Jesiden
- Xurto Hecî Îsmaîl, Baba Scheich von 2007 bis 2020

## Schriftsteller und Journalisten
- Celile Celil
- Düzen Tekkal
- Erebê Şemo
- Mirza Dinnayi
- Nareen Shammo
- Mustafa Alin

## Wissenschaftler
- Jan İlhan Kızılhan
- Khanna Omarkhali
- Sefik Tagay

## Sportler
- Michail Surenowitsch Alojan
- Roman Amojan
- Ismail Atalan
- Deniz Kadah
- Tuğba Tekkal
- Deniz Undav

## Sonstige
- Arzu Özmen
- Du’a Khalil Aswad